# Mount Prestrud
Mount Prestrud är ett berg i Antarktis. Det ligger i den centrala delen av kontinenten. Nya Zeeland gör anspråk på området. Toppen på Mount Prestrud är 2 400 meter över havet.
Terrängen runt Mount Prestrud är platt åt sydväst, men åt nordost är den kuperad. Trakten är obefolkad. Det finns inga samhällen i närheten. Berget är uppkallat efter Kristian Prestrud.